# Rebekah Marine
Rebekah Marine es una modelo biónica nacida en 1989 en New Jersey que ha revolucionado la industria de la moda con uno de los más avanzados antebrazos prótesicos en el mercado producido por Touch Bionics. Junto a su modelaje, Rebekah también imparte conferencias alrededor de distintas partes del mundo para apoyar a personas que se encuentran en la misma situación que ella o que presentan alguna otra “discapacidad.” Además, cuenta con un blog personal en el que escribe y comparte imágenes sobre algunos de sus momentos personales más representativos.

## Así es Rebekah Marine, la modelo del brazo biónico
Rebekah Marine siempre quiso ser modelo, pero renunció a su sueño al ser rechazada en varios cástines debido a su minusvalía. Sin embargo, hace cuatro años comenzó a usar un brazo biónico, animándose a volver a probar suerte ante las cámaras.
En los últimos años, la modelo ha encontrado su hueco en el mercado de la moda, que cada vez es más inclusivo con los modelos con minusvalía y que comienza a contemplar otros tipos de belleza que se alejan de los patrones tradicionales.
La top ha trabajado duro en los últimos años para posicionarse en el mundo de la moda y ahora por fin ha alcanzado su mayor deseo: desfilar en la Semana de la Moda de Nueva York. Marine ha debutado con la firma FTL Moda, que también ha contado con la joven modelo con síndrome de Down, Madeline Stuart.

## Biografía
Rebekah nació sin su antebrazo derecho. Debido a esto, pasó una gran parte de su vida llena de inseguridades, depresión y miedos. Rara vez se tomaba una foto, y si lo hacía, ocultaba su antebrazo detrás de su espalda. A sus veinte años, mientras estudiaba la carrera de publicidad, en la Universidad Rowan en Glassboro, Rebekah empezó a utilizar una prótesis mioeléctrica llamada i-limb quantum. Cuando se estaba probando esta nueva prótesis en 2011, uno de sus amigos le sugirió que modelara su nuevo “accesorio”. En ese momento, Rebekah se dio cuenta de que podría convertir su “discapacidad” en algo extraordinario, aprendió que ponerse a prueba con algo a lo que siempre había temido, tomarse una fotografía, sería una cosa que la sacaría de ese oscuro ciclo. A partir de esto, Rebekah aprendió también a utilizar el miedo como motivación a través de los años y lo comenzó a utilizar como un catalizador para su carrera como modelo y como oradora.
Tras modelar su antebrazo biónico en redes sociales, no tardaría mucho tiempo para que miles de personas de todo el mundo comenzaran a ver la imagen de Rebekah como modelo en televisión, internet, periódicos y revistas; sin embargo, en sus inicios, tuvo que establecer relaciones públicas y hacer marketing por cuenta propia. Rebekah ha tenido presencia en revistas como TIME, People Magazine, Us Weekly, Cosmopolitan, Teen Vogue y  Daily News, entre otras. También ha aparecido en el catálogo del año 2015 de Nordstrom y ha modelado para Tommy Hilfiger.
Rebekah usa su historia de vida y su exitosa carrera como modelo con “discapacidad” como una manera de hablarle a su audiencia acerca de la superación de inseguridades y sobre vivir una vida sin miedo al rechazo o al fracaso. A través de su discurso, se aprende que los fracasos son parte del proceso de ser exitoso y feliz, en palabras de la propia Marine: «Sin esos fracasos, no sé lo que hubiera sido luchar por algo tan difícil y apreciar lo que soy hoy en día».
Respecto a su “discapacidad”, Rebekah ha dicho: «Sí, tengo una discapacidad. Por favor no asocien esa palabra con una connotación negativa, porque la discapacidad para mí es empoderadora. La discapacidad significa resistencia, sabiduría, coraje. Me entristece que, como sociedad, convirtamos la palabra “discapacidad” en algo negativo, algo por lo que tenemos que lamentarnos. Por favor nunca se lamenten por mi discapacidad.»

## Colaboraciones

### Embajadora de Lucky Film Project
Rebekah no es sólo una modelo, es una modelo a seguir. Como embajadora para el Lucky Fin Project, una organización sin fines de lucro que apoya a aquellos con diferencias en las extremidades superiores, ella viaja alrededor del mundo dando tutoría, abrazando las diferencias y discursos motivacionales sobre amor propio. Algunos de los eventos en donde ha dado algunas de estas charlas son el Dove’s 60th birthday y el Congress of Future Science and Technnology Leaders.

### Slade Combs
En septiembre de 2016, Rebekah colaboró con el director Slade Combs para ser parte de un file que resaltara los últimos 10 años en tecnología, modelando su antebrazo biónico.

### Tommy Hilfiger
También en septiembre de 2016, Marine modeló para Runway of Dreams, una gala que honoró el debut de una nueva línea de ropa adaptada para “discapacitados” como Rebekah.